# Schisandra chinensis
Schisandra chinensis (en xinès tradicional 五味子 i en simplificat wǔwèizǐ, literalment, «baies de cinc sabors») és una parra llenyosa caducifòlia, pertanyent a la família Schisandraceae.

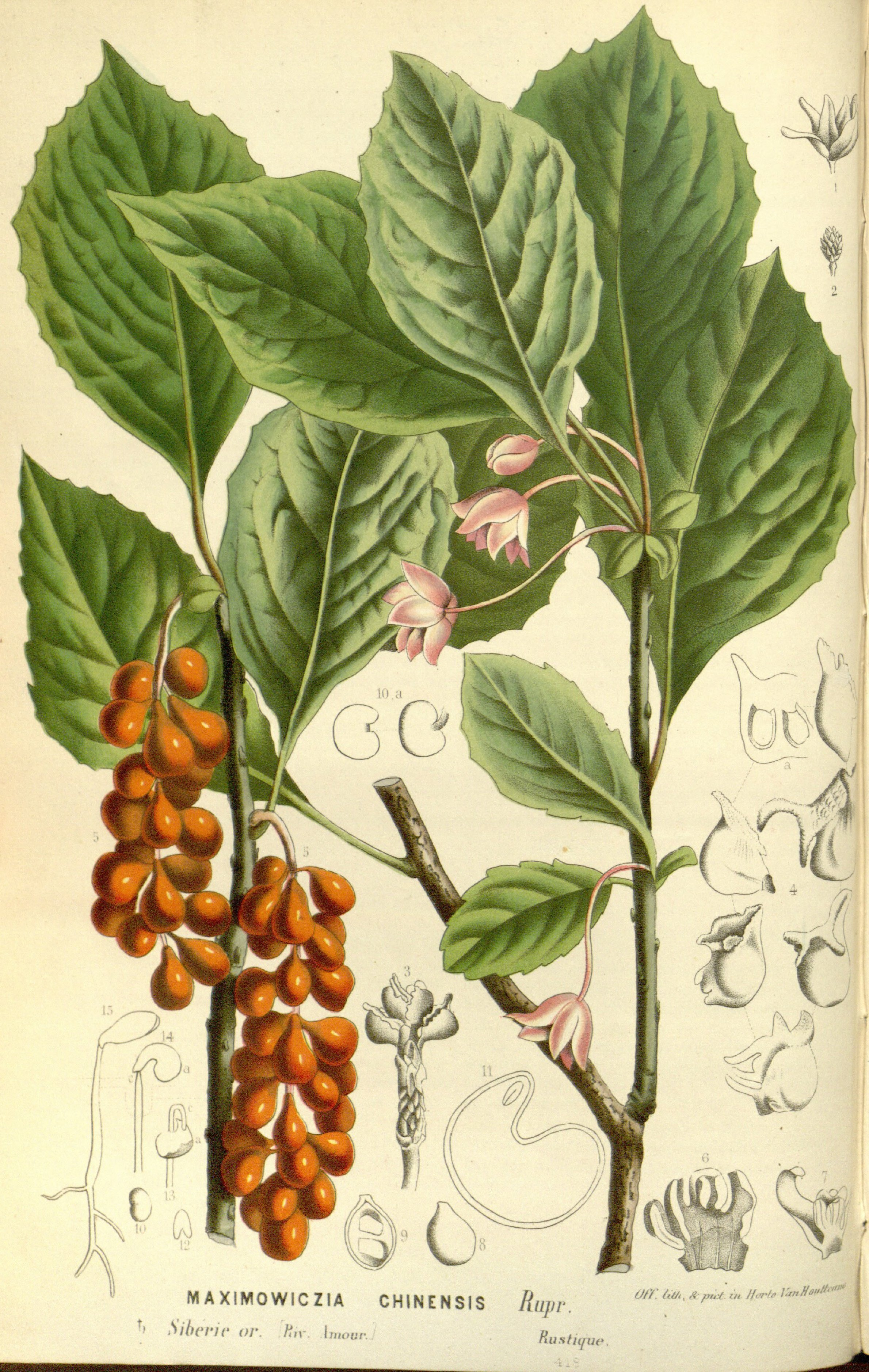
Il·lustració

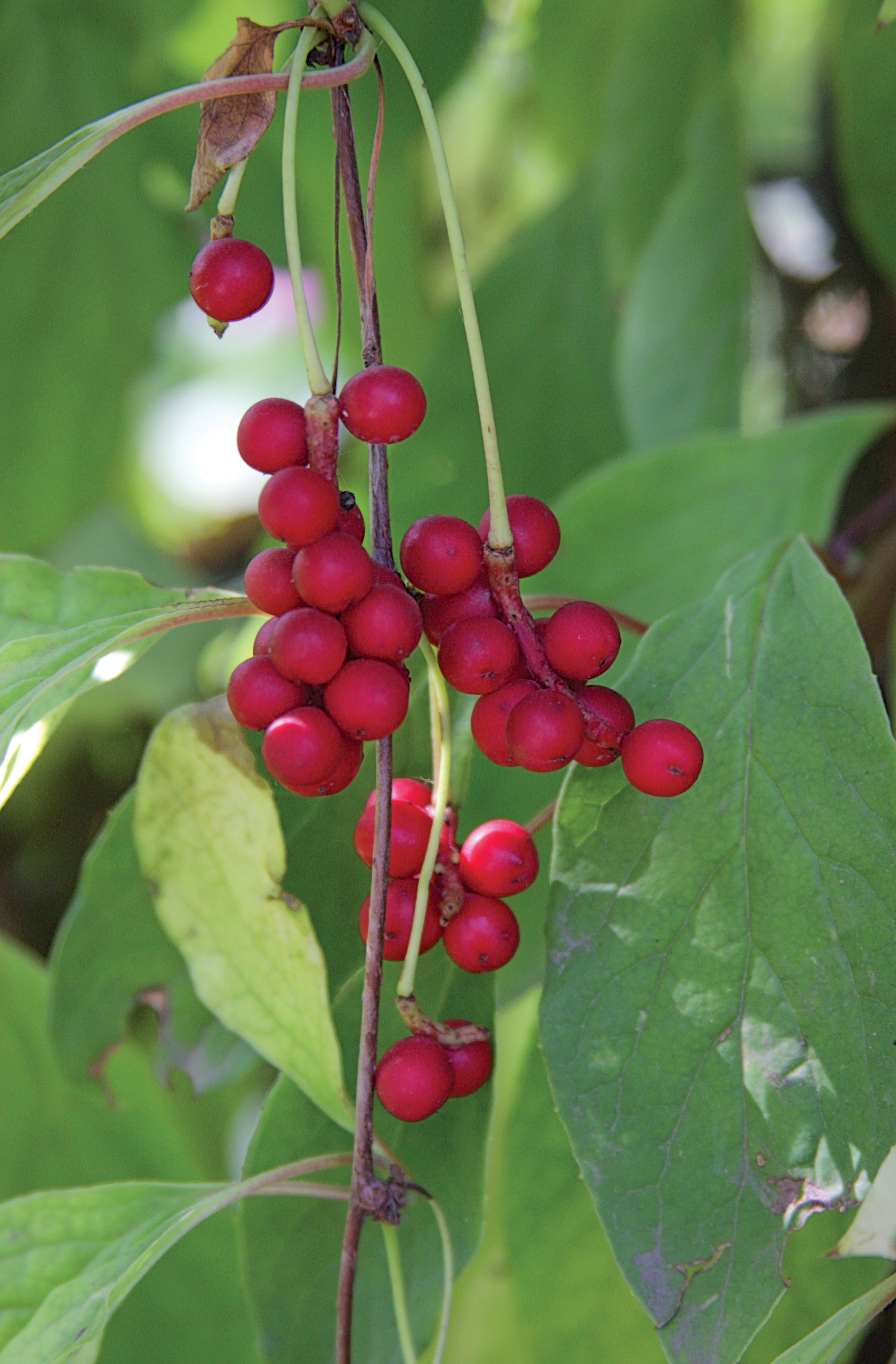
Fruits

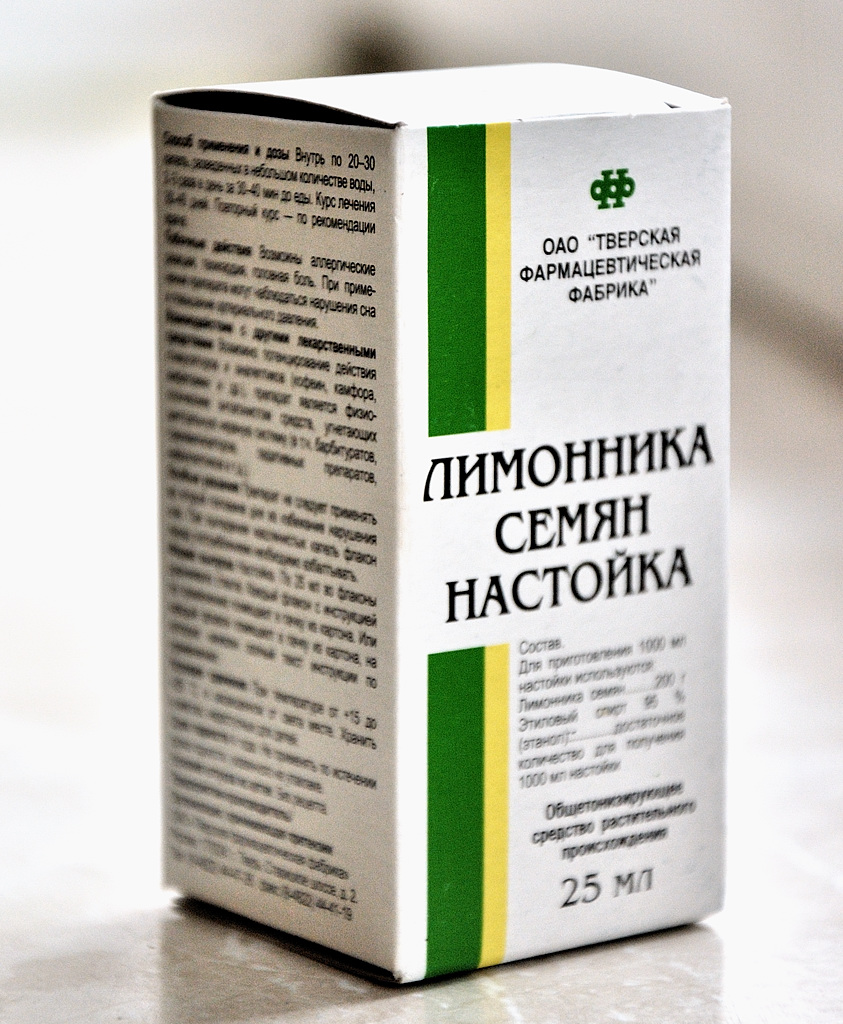
En el comerç com a extracte

## Descripció
Schisandra chinensis és una planta dioica, la qual cosa significa que presenta plantes individuals mascle i femella, així les plantes masculines i femenines han de ser conreades conjuntament si es desitja obtenir llavors. És molt tolerant a l'ombra.
El seu nom xinès ve del fet que les seves baies posseeixen les cinc sabors bàsiques: salat, dolç, amarg, coent, i àcid.
Les baies s'usen en la medicina tradicional xinesa, on es considera com una de les 50 herbes fonamentals. S'utilitzen generalment en forma dessecada, i es bullen per a fer-ne un te.
Com a planta medicinal s'utilitza com a tònic i reconstituent adaptògen amb efectes notables documentats clínicament de protecció del fetge de les persones. Els components hepatoprotectors i inmunomoduladors primaris són els lignans schizandrina, deoxyschizandrina, gomisinas, i pregomisina, que hi ha en les llavors de la fruita. No ha de ser utilitzada per les dones embarassades.
A la Xina, es fabrica un vi per fermentació de les seves baies.
En coreà les seves baies es coneixen com a omija (hangul: 오미자), i el te que se'n fa omija cha (hangul: 오미자 차). En japonès, es coneix com a gomishi.
El 1998, Rússia va editar un segell de correus amb el dibuix de S. chinensis.
És una planta a la qual se li atribueix la capacitat de desintoxicar de metalls pesants (mercuri), això és, mobilitzar-los, i extreure'ls del cos (una altra planta que se suposa que pot mobilitzar el mercuri és el coriandre).

## Ús en la medicina tradicional xinesa
En la medicina tradicional xinesa, Schisandra chinensis (coneguda com a wu wei zi) es creu que:
1. Astringeix el pulmó Qi i neteja els renyons
2. Frena l'essència i acurta la Diarrea
3. Disminueix la suor excessiva a causa de deficiència del Yin o Yang
4. Calma l'esperit per la tonificació del cor i del ronyó
5. Genera líquids corporals i alleuja la set

Wu wei zi es creu que entra en els meridians dels pulmons, cor i els renyons, es consideren com les seves propietats el fet de ser amarg i calent. La dosi comuna és d'1.5-9 grams.
Entre les seves contraindicacions s'inclou: excés de calor interna amb síndrome externa, tos primerenca, erupció, xarampió, o úlcera pèptica, atac epilèptic, hipertensió, i pressió intracranial.

## Cultiu
Es conrea en zones de climes entre la zona 4 (límit) de zones de temperatura dels EUA, i la 7 a 9.
Es planta després de l'època de gelades.
És una planta que suporta bé el fred (normal de -20 °C, i límit de fins a -45 °C), i que requereix sòls humits i ben drenats. És una planta del nord de la Xina i sud de Rússia, que entre altres llocs es va adaptar al clima de Moldàvia.
Les fruites es recullen a la fi de l'estiu.

## Propietats
La planta conté el sesquiterpeno Alpha-Cadinol.

## Taxonomia
Schisandra chinensis va ser descrita per (Turcz.) Baill. i publicat en Histoire des Plantes 1: 148. 1868.
Sinonímia

- Kadsura chinensis Turcz.	basònim
- Maximowiczia amurensis Rupr.
- Maximowiczia chinensis (Turcz.) Rupr.
- Maximowiczia japonica (A.Gray) K.Koch
- Maximowiczia sinensis Rob.
- Schisandra viridicarpa I.N.Lee
- Sphaerostema japonicum A.Gray[4][5]